# Пухлина ЦНС
Пухлини ЦНС — новоутворення центральної нервової системи.  Утворюються в результаті неконтрольованого ділення клітин, в більшості випадків — клітин глії, оскільки власне зрілі нейрони втрачають здатність до поділу.
Особливістю пухлин центральної нервової системи у хребетних, в тому числі і людини, є виражений механічний вплив новоутворення на навколишні тканини в зв'язку з наявністю скелетної оболонки навколо головного і спинного мозку.  Локалізація пухлини, як правило, значно впливає на клінічну картину, що має значення для топічної діагностики.
Істотний внесок в опис одного з основних видів пухлин ЦНС, гліоми (саркоми ЦНС) вніс Білецький В